# Canon EOS 1000D
Canon EOS 1000D (v Japonsku EOS Kiss F, v USA a Kanadě EOS Rebel XS) je 10,1 megapixelová digitální zrcadlovka (dále DSLR) oznámená společností Canon 10. června 2008. Canon EOS 1000D je nejnižší model DSLR určený pro začátečníky a amatéry, následující vyšší model je Canon EOS 450D.
Fotoaparát sdílí několik společných funkcí s 450D, nabízí Live View (funkce umožňuje fotografovat pomocí zobrazování obrazu na displeji, což je užitečné zejména pro fotografování s nízkým úhlem nebo při použití stativu), procesor DiGIC III a používá k ukládání SD a SDHC paměťové karty. Po 450D je druhým modelem, který používá pouze SD a SDHC. Na rozdíl od vyšších modelů má pouze sedm ostřících bodů a nemá bodové měření světla.
Canon EOS 1000D byl představen jako nástupce předchozího modelu Canon EOS 400D. Koncipován byl jako cenově dostupný fotoaparát, který by současně nabídl dostatek funkcí potřebných pro amatérské fotografování. Měl být také vhodný pro ty, kteří chtějí naučit se fotografovat zrcadlovkou, ale nemohou investovat do dražších modelů. Výroba a prodej tohoto fotoaparátu probíhaly v období mezi roky 2008 a 2011.
Mezi konkurenty tohoto fotoaparátu patří amatérské zrcadlovky Nikon D40 a Nikon D3000. Tyto dva modely mají podobné vlastnosti, rozměry a hmotnost. Navíc oba modely nabízejí několik společných funkcí, například 3-bodový autofokus a 2,5" displej s vysokým rozlišením. Canon EOS 1000D je často považován za fotoaparát, který popularizoval zrcadlovky mezi amatérskými fotografy. I když nemá širokou škálu funkcí, které se většinou nezajímají začínající fotografové, je vhodný pro focení portrétů, krajiny (s širokoúhlými objektivy), astrofotografií a makrofotografií. Navíc je pohodlné, že tento fotoaparát lze používat s libovolnými objektivy EF/EF-S.
Podle názoru mnoha uživatelů je Canon EOS 1000D jedním z nejúspěšnějších zrcadlových fotoaparátů. V roce 2013 bylo mezi uživateli amatérských fotoaparátů s rozlišením od 18 do 24 megapixelů zjištěno, že fotoaparát s rozlišením pouze 10 megapixelů skvěle pracuje s digitálním šumem na maximálních hodnotách citlivosti ISO (800-1600 jednotek), na rozdíl od modernějších fotoaparátů s vyšším počtem megapixelů, kde se na těchto hodnotách citlivosti projevuje více digitálního šumu.

## Vlastnosti
- 10.1 megapixelový CMOS senzor.
- Obrazový procesor DIGIC III. Procesor DIGIC III zpracovává obrazová data a umožňuje rychlé snímání fotografií (3 snímků za sekundu).
- Dvouapůlpalcový displej s rozlišením 230000 pixelů.
- Fotografování s živým náhledem. Canon EOS 1000D také nabízí funkci živého náhledu, což znamená, že je možné před pořízením fotografie vidět náhled snímané scény na displeji.
- Sedmibodové automatické ostření. Canon EOS 1000D má sedmibodové automatické ostření. Tento systém ostření zahrnuje křížové senzory a AF pomocnou lampu pro snadné zaostření i za špatných světelných podmínek.[2]
- Zabudovaný systém pro čištění snímače. Zabudovaný systém pro čištění snímače umožňuje efektivní odstranění prachu a nečistot ze senzoru.
- Snímání 3 snímku za sekundu.
- Fotografování s objektivy systému Canon EF nebo EF-S.
- Baterie. Canon EOS 1000D používá baterii LP-E5, která umožňuje pořídit až 500 snímků při plně nabití. Nabíječka je součástí balení fotoaparátu.

- Připojení. Canon EOS 1000D je vybaven USB 2.0 portem pro připojení k počítači. Kromě toho je také možné připojit fotoaparát k bezdrátovému ovládání pomocí externího adaptéru.[5]

## Funkce
Canon EOS 1000D nabízí několik funkcí, jednou ze kterých je automatické rozpoznávání scény, které umožňuje fotoaparátu detekovat typ scény a přizpůsobit jeho nastavení. 
Další funkcí je Creative Auto, který umožňuje uživatelům snadno upravovat expozici, ostrost a další parametry, aniž by museli mít hlubší znalosti o fotografii.

## Design a konstrukce
Canon EOS 1000D má rozměry 126,1 x 97,5 x 61,9 mm a váží 450 gramů (bez baterie). Je to poměrně malý a lehký fotoaparát (protože je vyroben z plastu), který se snadno vejde do kapsy nebo tašky. Je velmi pevný a odolný vůči pádům na tvrdý povrch (asfalt, keramická dlažba). 
Na vrchní straně fotoaparátu se nachází tlačítko spouště a kolečko pro změnu režimu. Na zadní straně je 2,5 palcový LCD displej a ovládací prvky pro změnu nastavení. Fotoaparát také obsahuje výklopný blesk.

## Historie vzniku fotoaparátu
Historie fotoaparátu Canon EOS 1000D se začíná jeho předchůdcem - Canon EOS 400D. Tento fotoaparát, vydaný v roce 2006, byl velmi populární mezi začínajícími fotografy a amatéry. Měl vynikající vlastnosti, ale jeho cena byla poměrně vysoká.
V roce 2008 Canon představil EOS 1000D, který se stal cenově dostupnější alternativou EOS 400D. Tento fotoaparát měl menší rozměry a hmotnost a také některé vylepšení ve vlastnostech.
Jednou z hlavních vlastností EOS 1000D byl objektiv EF-S 18-55mm f/3.5-5.6 IS. Tento objektiv byl speciálně navržen pro tento fotoaparát a měl optický stabilizátor obrazu. Poskytoval jasnější a čistší fotografie při fotografování z ruky.

## Balení
V balení fotoaparátu Canon 1000D jsou následující položky: 
- Samotný fotoaparát Canon EOS 1000D s okulárem a krytkou těla.
- Objektiv. Objektiv Canon EF-S 18-55 3,5-5,6 je součástí sestav Canon EOS 1000D kit.
- Baterie LP-E5. Baterie LP-E5 se používá jak v Canon 1000D, tak i v Canon 450D. Při použití s Canon EOS 1000D dosahuje baterie zhruba 500 snímků bez použití blesku.
- Nabíječka LC-E5/LC-E5E. Doba úplného nabití trvá přibližně 2 hodiny.
- Popruh EW-100DB III. Popruh EW-100DB III slouží k nošení fotoaparátu na krku a také jako záchrana při focení ze ruky.
- USB kabel IFC-200U. USB kabel IFC-200U se používá pro propojení fotoaparátu s počítačem a dalšími zařízeními s USB rozhraním.
- Video kabel VC-100. Video kabel VC-100 se používá k propojení fotoaparátu s televizorem.
- Disky s návodem k obsluze a softwarovým vybavením. V balení jsou dva disky. Na jednom je návod pro Canon 1000D, na druhém je softwarové vybavení.
- Sada návodů a průvodců. V balení je samotný manuál pro Canon EOS 1000D, návod k dodávaným diskům a kapesní příručka pro základy fotografování. K sestavě Canon EOS 1000D kit může patřit také návod k obsluze objektivu.[2]

## Ocenění
Jedním z nejvýznamnějších ocenění, které kamera Canon EOS 1000D získala, je ocenění EISA (European Imaging and Sound Association) v kategorii "Best Product 2008-2009". EISA je organizace, která sdružuje odborníky na audio a vizuální technologie z různých zemí Evropy. Toto ocenění je udělováno produktům, které se vyznačují výbornou kvalitou, výkonem a inovativními funkcemi.
Canon EOS 1000D také získala ocenění "Best Entry-level DSLR" od magazínu Digital Camera Review. Toto ocenění je udělováno produktům, které nabízejí vynikající výkon a funkce za přijatelnou cenu. Magazín Digital Camera Review je jedním z nejvýznamnějších zdrojů informací o digitálních fotoaparátech a zrcadlovkách.
Kromě těchto prestižních ocenění získala kamera Canon EOS 1000D také mnoho pozitivních recenzí od uživatelů a odborníků v oboru fotografie. Uživatelé chválí tuto kameru za její snadnou ovladatelnost, vynikající obrazový výstup a širokou škálu funkcí. Odborníci v oboru fotografie také chválí kameru Canon EOS 1000D za její kvalitu obrazu a výkon v různých světelných podmínkách.